# Jackie Shroff
Jackie Shroff, de son vrai nom Jaikishen-Kakubhai Shroff, né le 1er février 1957 à Bombay (Maharashtra, Inde), est un acteur indien qui joue dans bon nombre de films de Bollywood. Apprécié du public et des critiques pour ses performances musclées dans Parinda ou Mission Kashmir, il sait aussi donner des interprétations plus nuancées comme dans Rangeela ou Devdas.

## Carrière
Dev Anand donne à Jackie Shroff l’occasion de tourner pour la première fois dans le film Swami Dada en 1982.  En 1983, il tourne dans Hero réalisé par Subhash Ghai dans lequel il joue le rôle principal avec pour partenaire Meenakshi Seshadri, ancienne Miss Inde et célèbre actrice. Grâce à ce film, qui connait un immense succès, Jackie Schroff devient une star.
Dans les années 1980, il apparaît souvent aux côtés du célèbre acteur Anil Kapoor dans des films tels que Yudh(1985), Karma (1986), Ram Lakhan (1989) et Parinda (1989) qui connaissent tous un franc succès. Jackie Schroff gagne l’estime du public et des critiques pour ses performances musclées. Il remporte le Filmfare Award du meilleur acteur pour son interprétation dans Parinda en 1990.
Parmi ses plus grands films comptent Angaar (1992), Tridev (1989), Khalnayak (1993), 1942: A Love Story (1994), Rangeela (1995), Devdas (2002). Son rôle dans Gardish (1993) est reconnu comme étant sa meilleure interprétation. De plus, il a récemment été acclamé pour sa performance dans le film bengali Antar Mahal (2005).
En 1996, il tourne dans Agni Sakshi, remake de Les Nuits avec mon ennemi, avec Manisha Koirala et Nana Patekar. 
En 2006, il joue pour la première fois dans un film kannada intitulé Care of footpath et réalisé par le plus jeune réalisateur du monde Master Kishan. Encensé par la critique, le film est projeté dans divers festivals internationaux. La même année, il joue un second rôle dans les comédies Apna Sapna Money Money et Bhagam Bhag. En 2007, il apparaît dans la comédie Fool and Final.

## Vie privée
Jackie Shroff s’est marié avec Ayesha le 5 juin 1987. Ils ont deux enfants : un fils, Jai Hemant Shroff plus connu sous le nom de Tiger Shroff et une fille, Krishna Shroff. Jai a obtenu un diplôme universitaire et est à présent acteur tandis que Krishna est inscrite à l’école américaine de Mumbai.  
Il avait un frère, Hemant, qui est aujourd’hui décédé. Jackie Shroff est également connu pour venir en aide aux plus nécessiteux. En 2008, il est devenu l’icône de l’organisation « Asian Student's in Action » de St. Bonaventure.
En octobre 2021, son nom est cité dans les Pandora Papers.

## Filmographie
| Année | Film                                          | Rôle                                                   | Commentaires                                   |
| ----- | --------------------------------------------- | ------------------------------------------------------ | ---------------------------------------------- |
| 1982  | Swami Dada                                    |                                                        |                                                |
| 1983  | Hero                                          | Jackie Dada/Jaikishan                                  |                                                |
| 1984  | Andar Baahar                                  | Inspecteur Ravi                                        |                                                |
| 1984  | Yudh                                          | Inspecteur Vikram (Vicky)                              |                                                |
| 1985  | Teri Meherbaniyan                             | Ram                                                    |                                                |
| 1985  | Shiva Ka Insaaf                               | Shiva/Bhola                                            |                                                |
| 1985  | Paisa Yeh Paisa                               | Shyam                                                  |                                                |
| 1985  | Jaanoo                                        | Ravi/Jaanoo                                            |                                                |
| 1985  | Mera Jawab                                    | Suresh/Solanki Patwardhan Lal                          |                                                |
| 1986  | Palay Khan                                    | Palay Khan                                             |                                                |
| 1986  | Mera Dharam                                   | Jai Singh Sehgal                                       |                                                |
| 1986  | Haathon Ki Lakeeren                           | Lalit Mohan                                            |                                                |
| 1986  | Dahleez                                       | Chandrashekhar                                         |                                                |
| 1986  | Allah Rakha                                   | Allah Rakha/Iqbal Anwar                                |                                                |
| 1986  | Karma                                         | Baiju Thakur                                           |                                                |
| 1987  | Mard Ki Zabaan                                | Rajesh/Vijay                                           |                                                |
| 1987  | Jawab Hum Denge                               | Inspecteur Jaikishan                                   |                                                |
| 1987  | Diljala                                       | Munna                                                  |                                                |
| 1987  | Sadak Chhap                                   | Shankar                                                |                                                |
| 1987  | Kaash                                         | Ritesh                                                 |                                                |
| 1987  | Kudrat Ka Kanoon                              | Dr. Vijay Verma                                        |                                                |
| 1987  | Uttar Dakshin                                 | Raja                                                   |                                                |
| 1988  | Falak                                         | Vijay Verma                                            |                                                |
| 1988  | Aakhri Adaalat                                | Nitin Sinha/Jai Kishan                                 |                                                |
| 1989  | Sachche Ka Bol Bala                           | Nandi                                                  |                                                |
| 1989  | Ram Lakhan                                    | Inspecteur Ram Pratap Singh                            |                                                |
| 1989  | Parinda                                       | Kishen                                                 | Filmfare Award du meilleur acteur              |
| 1989  | Main Tera Dushman                             | Kishan Srivastav                                       |                                                |
| 1989  | Kala Bazaar                                   | Kamal                                                  |                                                |
| 1989  | Hum Bhi Insaan Hain                           | Kishanlal                                              |                                                |
| 1989  | Tridev                                        | Ravi Mathur                                            |                                                |
| 1989  | Sikka                                         | Jai Kishan 'Jackie'                                    |                                                |
| 1989  | Vardi                                         | Jai/Munna                                              |                                                |
| 1990  | Sachche Ka Bol Bala                           | Nandi                                                  |                                                |
| 1990  | Pathar Ke Insan                               | Inspecteur Karan Rai                                   |                                                |
| 1990  | Jeene Do                                      | Suraj                                                  |                                                |
| 1990  | Baap Numbri Beta Dus Numbri                   | Ravi                                                   |                                                |
| 1990  | Azaad Desh Ke Gulam                           | Inspecteur Jai Kishen/Jamliya Jamshed Purwala          |                                                |
| 1990  | Doodh Ka Karz                                 | Suraj                                                  |                                                |
| 1991  | Hafta Bandh                                   | Inspecteur Bajrang Thiwari                             |                                                |
| 1991  | 100 Days                                      | Ram Kumar                                              |                                                |
| 1991  | Saudagar                                      | Vishal                                                 |                                                |
| 1991  | Akayla                                        | Shekhar                                                |                                                |
| 1991  | Lakshmanrekha                                 | Vickram/Vicky                                          |                                                |
| 1992  | Sangeet                                       | Sethuram                                               |                                                |
| 1992  | Prem Deewane                                  | Ashutosh                                               |                                                |
| 1992  | Laatsaab                                      | Ravi Mahtur                                            |                                                |
| 1992  | Dil Hi To Hai                                 | Harshvardan/Govardan                                   |                                                |
| 1992  | Angaar                                        | Jaggu                                                  |                                                |
| 1992  | Police Officer                                | Inspecteur Jaikishen/Ram                               |                                                |
| 1993  | King Uncle                                    | Ashok Bansal                                           |                                                |
| 1993  | Khalnayak                                     | Inspecteur Ram Kumar Sinha                             |                                                |
| 1993  | Hasti                                         | Jai Kishan                                             |                                                |
| 1993  | 1942: A Love Story                            | Jai Kishan                                             | Filmfare Award du meilleur second rôle         |
| 1993  | Aaina                                         | Ravi Saxena                                            |                                                |
| 1993  | Roop Ki Rani Chroon Ka Raja                   | Ravi Verma                                             |                                                |
| 1993  | Gardish                                       | Shiva Sathe                                            |                                                |
| 1993  | Shathranj                                     | Dinu                                                   |                                                |
| 1993  | Khal Nayak                                    | Inspecteur Ram Kumar Sinha                             |                                                |
| 1994  | Chauraha                                      | Chootu                                                 |                                                |
| 1994  | Stuntman                                      | Bajrang                                                |                                                |
| 1995  | Trimurti                                      | Shakti Singh                                           |                                                |
| 1995  | Milan                                         | Raja                                                   |                                                |
| 1995  | Dushmani: A Violent Love Story                | Jai Singh                                              |                                                |
| 1995  | God and Gun                                   | Vijay Prakash                                          |                                                |
| 1995  | Rangeela                                      | Raj Kamal                                              | Filmfare Award du meilleur second rôle         |
| 1995  | Ram Shastra                                   | Inspecteur Ram Sinha                                   |                                                |
| 1996  | Talaashi                                      | Jai Kishan                                             |                                                |
| 1996  | Shikaar                                       |                                                        |                                                |
| 1996  | Return of Jewel Thief                         | Johnny/Jatin Kumar                                     |                                                |
| 1996  | Kalinga                                       |                                                        |                                                |
| 1996  | Chall                                         |                                                        |                                                |
| 1996  | Bandish                                       | Ram Ghulam & Kishen                                    |                                                |
| 1996  | Agni Sakshi                                   | Suraj Kapoor                                           |                                                |
| 1997  | Vishwavidhaata                                | Ajay Khanna                                            |                                                |
| 1997  | Share Bazaar                                  | Jai                                                    |                                                |
| 1997  | Shapath                                       | Inspecteur Kishan                                      |                                                |
| 1997  | Border                                        | Commandant de la force aérienne                        |                                                |
| 1997  | Aar Ya Paar                                   | Shekhar Khosla                                         |                                                |
| 1998  | Tirchhi Topiwale                              |                                                        |                                                |
| 1998  | Hafta Vasuli                                  | Yeshwant                                               |                                                |
| 1998  | Badmaash                                      | Gautam Hiraskar                                        |                                                |
| 1998  | Jaan E Jigar                                  | Jai Kishan                                             |                                                |
| 1998  | 2001                                          | Insp. Anil Sharma                                      |                                                |
| 1998  | Ustadon Ke Ustad                              | Kishan                                                 |                                                |
| 1998  | Yugpurush: A Man Who Comes Just Once in a Way | Ranjan                                                 |                                                |
| 1998  | Kabhi Na Kabhi                                | Jaggu                                                  |                                                |
| 1998  | Yamraaj                                       | Kishan                                                 |                                                |
| 1998  | Bandhan                                       | Thakur Suraj Pratap                                    |                                                |
| 1999  | Sirf Tum                                      | Pritam, conducteur de rickshaw                         |                                                |
| 1999  | Laawaris                                      | Avocat Anand Saxena                                    |                                                |
| 1999  | Kartoos                                       | Jay Suryavanshi                                        |                                                |
| 1999  | Phool Aur Aag                                 | Jaswant                                                |                                                |
| 1999  | Hote Hote Pyar Hogaya                         | Officier de police Arjun                               |                                                |
| 1999  | Kohram: The Explosion                         | Maj. Rathod                                            |                                                |
| 2000  | Gang                                          | Gangu                                                  |                                                |
| 2000  | Jung                                          | Inspecteur Veer Chauhan                                |                                                |
| 2000  | Refugee                                       | Raghuvir Singh                                         |                                                |
| 2000  | Mission Kashmir                               | Hilal Kohistani                                        | nommé, Filmfare Award du meilleur rôle négatif |
| 2000  | Kahin Pyaar Na Ho Jaaye                       | Tiger                                                  |                                                |
| 2001  | Hadh: Life On the Edge of Death               | Vishwa                                                 |                                                |
| 2001  | Farz                                          | Gawa Firozi                                            |                                                |
| 2001  | Censor                                        | Naseeruddin Shokh                                      |                                                |
| 2001  | Grahan                                        | Jaggu                                                  |                                                |
| 2001  | Flic de choc (One 2 Ka 4)                     | Javed Abbas                                            |                                                |
| 2001  | Albela                                        | Prem                                                   |                                                |
| 2001  | Yaadein                                       | Raj Singh Puri                                         | nommé, Filmfare Award du meilleur second rôle  |
| 2001  | Bas Itna Sa Khwaab Hai                        | Naved Ali                                              |                                                |
| 2001  | Lajja                                         | Raghu                                                  |                                                |
| 2002  | Mulaqaat                                      | Javed Khan                                             |                                                |
| 2002  | Pitaah                                        | Officier de police Ramnarayan Bharadwaj                |                                                |
| 2002  | Kya Yehi Pyaar Hai                            | Dr. Kamlakar Tiwari                                    |                                                |
| 2002  | Devdas                                        | Chunni Babu                                            | nommé, Filmfare Award du meilleur second rôle  |
| 2002  | Agni Varsha                                   | Paravasu                                               |                                                |
| 2003  | Baaz: A Bird in Danger                        | Jai Singh Dabral                                       |                                                |
| 2003  | Ek Aur Ek Gyarah                              | Maj. Ram Singh                                         |                                                |
| 2003  | Boom                                          | Abdul Wahab Barkatali Al Sabunchi 50/50 aka Chotte Mia |                                                |
| 2003  | 3 Deewarein                                   | Jaggu (Jagdish Prasad)                                 |                                                |
| 2003  | Samay: When Time Strikes                      | Amod Parekh                                            |                                                |
| 2003  | Sandhya                                       | Jaggu                                                  |                                                |
| 2004  | Aan: Men at Work                              | Gautam Walia                                           |                                                |
| 2004  | Dobara (film, 2004)                           | Ranbir Sehgal                                          |                                                |
| 2004  | Hulchul                                       | Balram                                                 |                                                |
| 2005  | Tum ho na!                                    | Jai                                                    |                                                |
| 2005  | Ssukh                                         |                                                        |                                                |
| 2005  | Antar Mahal                                   | Zamindar                                               |                                                |
| 2005  | Kyun Ki?                                      | Docteur                                                |                                                |
| 2006  | Divorce: Not Between Husband and Wife         | Jackie                                                 |                                                |
| 2006  | Bhoot Uncle                                   | Bhoot Uncle                                            |                                                |
| 2006  | Apna Sapna Money Money                        | Carlos                                                 |                                                |
| 2006  | Bhagam Bhag                                   | J.D. Mehra                                             |                                                |
| 2006  | Eklavya                                       | Joyti                                                  |                                                |
| 2006  | Mera Dil Leke Dekho                           |                                                        |                                                |
| 2006  | Maryada Purushottam                           |                                                        |                                                |
| 2006  | We R Friends                                  |                                                        |                                                |
| 2006  | Vidyarthi                                     |                                                        |                                                |
| 2007  | Fool and Final                                |                                                        |                                                |
| 2008  | Ek - The Power of One                         | Krish Prasad                                           |                                                |
| 2008  | Malik Ek                                      | Sai Baba                                               |                                                |
| 2008  | Lolitha                                       |                                                        |                                                |
| 2008  | Thodi Life Thoda Magic                        |                                                        |                                                |
| 2008  | Mukhbiir                                      |                                                        |                                                |
| 2010  | Veer                                          |                                                        |                                                |
| 2011  | Aaranya Kaandam                               |                                                        |                                                |
| 2012  | Anna Bond                                     | Charlie                                                |                                                |
| 2013  | Dhoom 3                                       | Iqbal Khan                                             |                                                |
| 2014  | Gang of Ghosts                                | Babu Hatkata                                           |                                                |
| 2014  | Happy New Year                                | Charan Grover                                          |                                                |
| 2014  | Happy New Year                                | Charan Grover                                          |                                                |
| 2015  | Brothers                                      | Gerson Gary Fernandes                                  |                                                |
| 2016  | Housefull 3                                   | Urja Nagre                                             |                                                |
| 2016  | Chalk n Duster                                |                                                        |                                                |
| 2017  | Sarkar 3                                      | Michael Vallya                                         |                                                |
| 2017  | Jole Jongole                                  |                                                        |                                                |
| 2017  | Mayavan                                       | Major Sathyam                                          |                                                |
| 2019  | Total Dhamaal                                 | GPS                                                    |                                                |

## Distinctions
Jackie Shroff a remporté trois Filmfare Awards :
- 1990 : Filmfare Award du meilleur acteur dans Parinda
- 1995 : Filmfare Award du meilleur second rôle dans 1942: A Love Story
- 1996 : Filmfare Award du meilleur second rôle dans Rangeela